# San Carlo alle Quattro Fontane
San Carlo alle Quattro Fontane (dt.: Heiliger Karl bei den vier Brunnen) ist eine Kirche auf dem Scheitel des Quirinals in Rom. Von den Römern wird sie liebevoll San Carlino genannt. Sie ist dem Mailänder Kardinal und Kirchenreformer Carlo Borromeo/Karl Borromäus geweiht und wie jede Kirche der Trinitarier auch der hl. Dreifaltigkeit. Die Trinitarier waren ein im Mittelalter gegründeter Orden zum Freikauf von Christen, die von Muslimen gefangengehalten wurden. Ihren Namen Ordo Sanctissimae Trinitatis (Orden der heiligsten Dreifaltigkeit) hatten sie gewählt, weil sie im 13. Jahrhundert auf viel Ablehnung in Bezug auf die Anerkennung der hl. Dreifaltigkeit gestoßen waren, die sie verteidigen und durchsetzen wollten.
Den Beinamen „alle Quattro Fontane“ verdankt die Kirche den nahe liegenden Vier Brunnen (Juno-, Diana-, Arno- und Tiberbrunnen). Sie befinden sich an den Ecken der Kreuzung der Via Quirinale und der Via delle Quattro Fontane, an der die Kirche gebaut wurde. Reiseführer heben gerne die Tatsache hervor, dass der kleine Bau in einen der Vierungspfeiler von Sankt Peter hineinpassen würde.
Die Trinitarier hatten zwischen 1611 und 1614 einige kleine auf dem Grundstück stehenden Bauten einschließlich einer Kirche erworben. Sie war dem hl. Karl Borromäus geweiht, der kurz zuvor heiliggesprochen worden war. Die großen Schwierigkeiten in Anbetracht des begrenzten zur Verfügung stehenden Raums wurden von Francesco Borromini brillant gelöst. Er baute von 1638 bis 1667 (bis zu seinem Tod) an der Kirche, die als sein Hauptwerk gilt. Mit diesem Bau begründete er seinen Ruhm als exzentrischer Architekt. Der spanische Orden der Trinitarier, der über wenig Geld und nur über ein kleines Grundstück verfügte, beauftragte Borromini mit der Errichtung des Gotteshauses, das streng, aber auch erhaben wirken sollte. Tatsächlich überschritten die Kosten nicht den vorgegebenen Betrag und hinderten den jungen Architekten auch nicht, ein Meisterwerk zu erschaffen. 1641 stand das Gebäude, aber noch fehlten Fassade und Glockenturm. Der Spanier Marchese di Castel Rodrigo, der Botschafter des Königs von Spanien am Heiligen Stuhl war, stiftete eine riesige Summe für die Vollendung der Fassade.
1652 brach Borromini allerdings mit den Trinitariern, nachdem seine Entwürfe kritisiert worden waren, und wandte sich anderen Arbeiten zu. 1665 kehrte er zu San Carlo zurück und begann, die Fassade zu errichten. Ab dieser Zeit litt er zusehends an Depressionen, die vor allem damit zusammenhingen, dass sein ewiger Konkurrent Gian Lorenzo Bernini ihm ständig bevorzugt wurde und ihm dadurch viele Aufträge entgingen. Im August 1667 setzte er mit einem Dolchstich seinem Leben ein Ende.
Der Gebäude-Komplex wurde anlässlich des 400. Geburtstags von Francesco Borromini 1999 umfassend restauriert.

## Baugeschichte
In den frühen 30er-Jahren des 17. Jahrhunderts erhielt Francesco Borromini mit dem Bau des Konventsgebäudes und der Kirche von San Carlo seinen ersten eigenen Auftrag. Es wurde auch sein Lebenswerk, die Kirche war bei seinem Tod dreißig Jahre später noch nicht vollendet. Aufgrund fehlender finanzieller Mittel geriet der Bau immer wieder ins Stocken, und es wurde immer notwendiger, Förderer zu finden. Kardinal Francesco Barberini, für den Maderno, Borromini und Bernini den Palazzo Barberini errichteten, und der spanische Botschafter beim Heiligen Stuhl Aniello de Guzmán y Carafa unterstützten das Projekt finanziell.
1634–1636 erbaute Borromini den Südflügel des Klosters mit Küche und Refektorium im Erdgeschoss (Grundsteinlegung: 15. Juli 1634). In den mit einer Wendeltreppe erschlossenen zwei Stockwerken darüber wurden Zellen für die Ordensbrüder untergebracht. Im obersten Geschoss richtete man die Bibliothek ein. Noch bevor die Kirche gebaut wurde, entstand zwischen 1634 und 1637 das schmale Konventsgebäude neben der Kirche, das damals 20 Mönche beherbergte. 1635–1637 wurden – zwischen Konventsgebäude und Kirche – der Kreuzgang und an der Via del Quirinale der Bautrakt mit dem Kapitelsaal errichtet. Im Kreuzgang hat Borromini auf schmalem längsrechteckigen Grundriss mit Säulen in zwei Geschossen, die u. a. die vier konvex abgeschrägten Ecken begrenzen, den Innenhof auf seine spezifische Weise optisch vergrößert. Im oberen Stockwerk sind die Säulen zarter und werden durch eine Balustrade miteinander verbunden.
Ab 1638 widmete sich Borromini der Kirche mit Krypta und Sakristei. Der Innenraum war 1641 fertiggestellt, die Stuckarbeiten waren 1650 vollendet. Am 16. Oktober 1646 wurde die Kirche von Kardinal Ulderico di Carpegna, einem Förderer Borrominis, geweiht. Die Arbeiten an der Fassade zogen sich – hauptsächlich aus finanziellen Gründen – noch einige Zeit hin. Sie wurden 1664 begonnen und 1667 durch den Freitod Borrominis jäh unterbrochen. Sein Neffe Bernardo Castelli Borromini, der auch Architekt war, vollendete die Fassade und errichtete den Glockenturm. 1674–1677 stellte er das Obergeschoss der Fassade nach den Plänen seines Onkels fertig und beendete die letzten Bauarbeiten. 1682 wurde die zentrale Skulptur des Carlo Borromeo von Antonio Raggi aufgestellt.
1705 konnte der Orden ein angrenzendes Grundstück erwerben, woraufhin Alessandro Speroni 1710 mit der Erweiterung des Klosters beauftragt wurde. Das ursprüngliche Refektorium wurde im Zug dieser Arbeiten zur Sakristei umgewandelt.
Zum 400. Geburtstag Borrominis wurde 1999 unter der Leitung Mario Bottas in Lugano ein Teil-Modell der Kirche aus Holz errichtet. Es zeigte im Originalmaßstab den Schnitt durch San Carlo. 2003 wurde das Modell abgebaut.

## Fassade

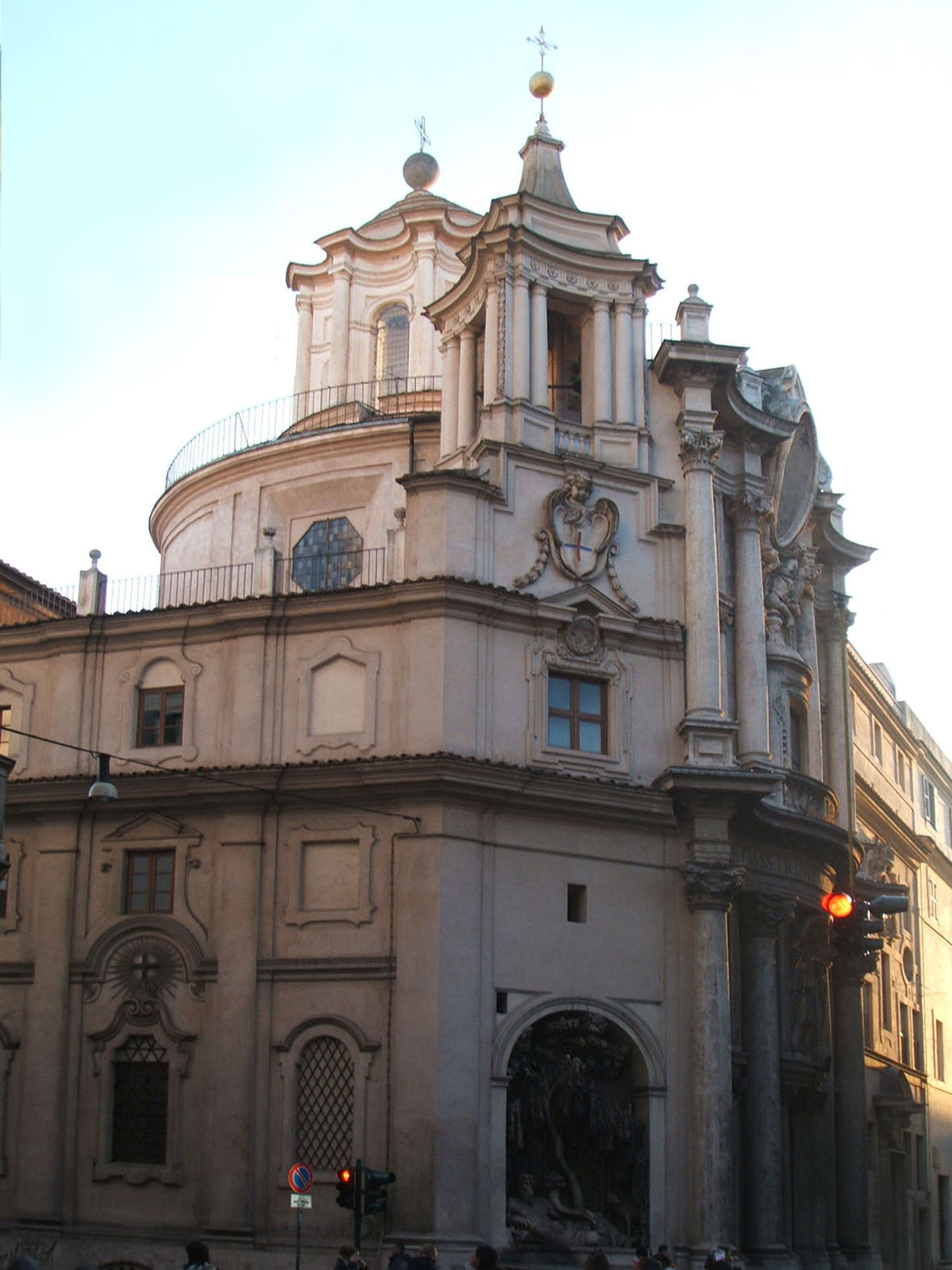
Ansicht der Kirche San Carlo alle Quattro Fontane von Norden

Die reich gegliederte, geschwungene Fassade wird durch einen breiten Architrav horizontal zweigeteilt und mit jeweils vier Säulen in der oberen und in der unteren Hälfte in drei Achsen gegliedert. Diese umschlossenen Konkav- und Konvexnischen sind mit plastischem Schmuck reich ausgestattet. Das rhythmische Spiel mit vor- und rückschwingenden Gebäudeteilen wurde wegweisend für die barocke Architektur.
Die Nische über dem Eingangsportal stellt die Figur des heiligen Carlo Borromeo zwischen zwei Engeln dar sowie die Ordensheiligen San Giovanni di Matha und San Felice di Valois. Ein ursprünglich im großen ovalen Rahmen, der an das Dachgesims gelehnt ist, gemaltes Fresko der Heiligen Dreifaltigkeit von Pietro Giarguzzi ist nicht mehr erhalten.

## Innenraum

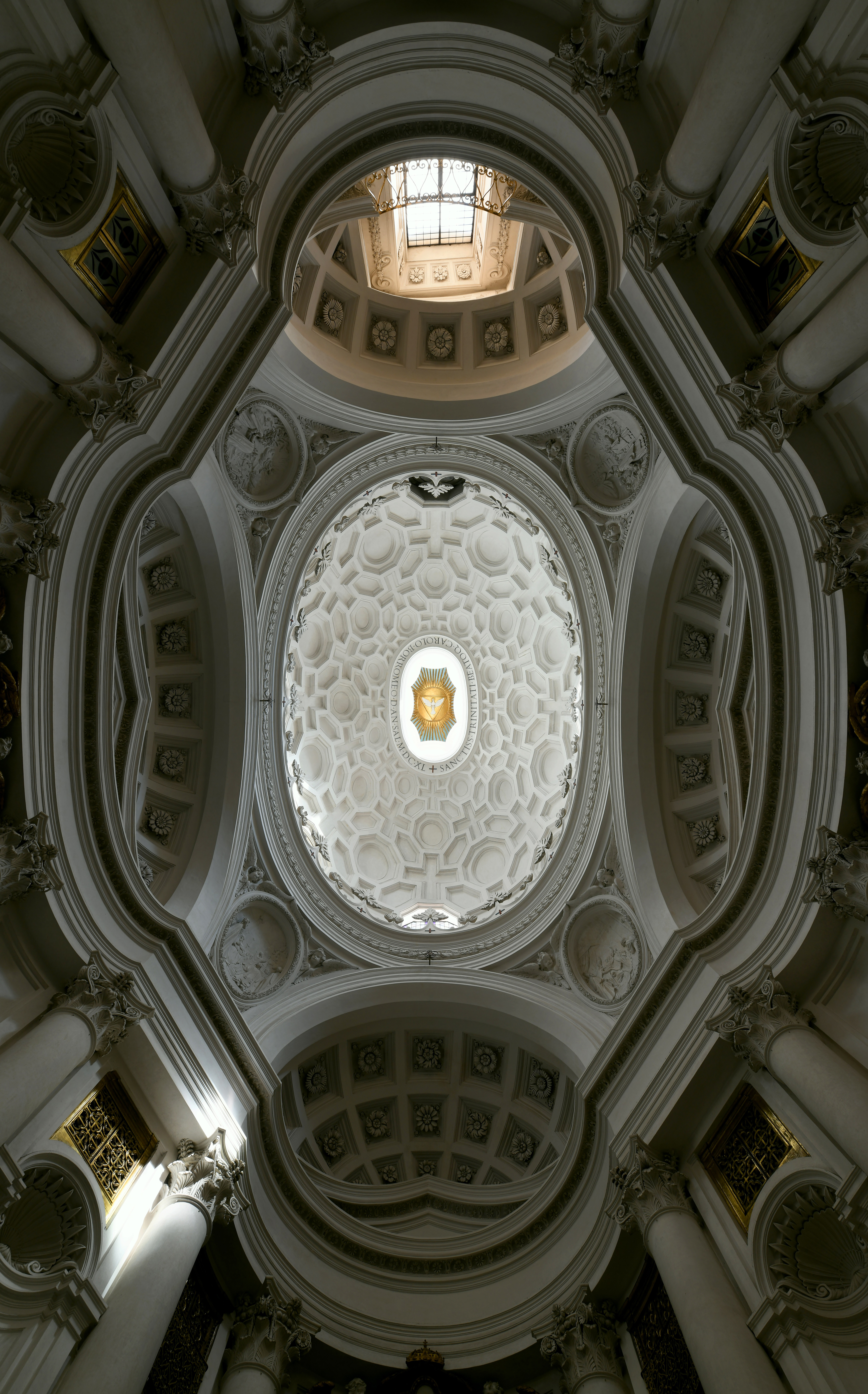
Innenansicht der Kuppel der Kirche San Carlo alle Quattro Fontane

Der ganz in Weiß gehaltene Innenraum gilt als erstes Hauptwerk des römischen Hochbarocks. Der Hauptaltar mit Altarbild von Pierre Mignard zeigt Carlo Borromeo und die Trinitarierheiligen San Giovanni di Matha und San Felice di Valois. Sie blicken hinauf zur heiligen Dreifaltigkeit. Die architektonische Struktur ist kompliziert und erschließt sich erst nach längerer Betrachtung. An eine längsgestreckte Ellipse sind zwei halbkreisförmige und zwei halbovale Apsiden angefügt, die die drei Altäre sowie das Eingangsportal beherbergen. Dieser durch Nischen gegliederten Wandstruktur sind sechzehn mächtige Vollsäulen vorgelegt, die in flache Wandnischen eingelassen sind und den durchgehenden Architrav tragen. Er nimmt den Grundriss auf und hält den Raum optisch zusammen. Darüber spannt sich die längsovale Kuppel mit der aufgesetzten Laterne, die einen ähnlichen Grundriss wie der Innenhof hat. Es gibt allerdings keine geraden, sondern nur konkave Seiten, die ebenfalls in acht Ecken münden. Im Mittelpunkt der Laterne befinden sich die Taube und das Symbol der heiligen Dreifaltigkeit. Die Kassettierung der Kuppelschale besteht aus Sechsecken, Achtecken und Kreuzformen. Sie verjüngen sich perspektivisch nach oben, um eine größere Kuppelhöhe vorzutäuschen.
Über eine Wendeltreppe gelangt man in die Unterkirche, wo sich die Krypta befindet. Auch sie wurde von Francesco Borromini gestaltet. Er hat dort den Grundriss der Kirche im Kleinen wiederholt. Eigentlich sollte er hier nach seinem Tod auch beigesetzt werden. Vermutlich waren die vielen Streitigkeiten mit den Trinitariern der Grund, dass er dort nicht mehr bestattet wurde. Oder sie hatten die Beisetzung verweigert, weil er Selbstmord begangen hatte (was katholische Pfarrer oder Ordensleute bis heute oft untersagen). Schließlich fand er aber doch eine letzte Ruhestätte auf geweihter Erde – im Grab seines Onkels Carlo Maderno in San Giovanni dei Fiorentini.
Neben der Kirche liegt der elegante zweigeschossige Kreuzgang, der das Thema von Kirchenraum und Fassade in reduzierter Form aufnimmt. Er hat einen rechteckigen Grundriss mit angeschnittenen Ecken, was dem kleinen Raum etwas Bewegtheit verleiht. In zwei Geschossen wechseln zwei verschiedenen Säulenordnungen: Im Untergeschoss sind es zwölf toskanische Säulen, für die Säulen des Obergeschosses entwarf Borromini die Kapitelle selbst.
Hinter dem Kreuzgang liegt der mehrgeschossige Quertrakt des Konventsgebäudes, in dessen oberstem Stockwerk sich die Bibliothek befindet. Im ehemaligen Refektorium, der heutigen Sakristei, befindet sich ein ganzfiguriges Porträt des heiligen Carlo Borromeo, das Orazio Borgianni 1611 schuf.

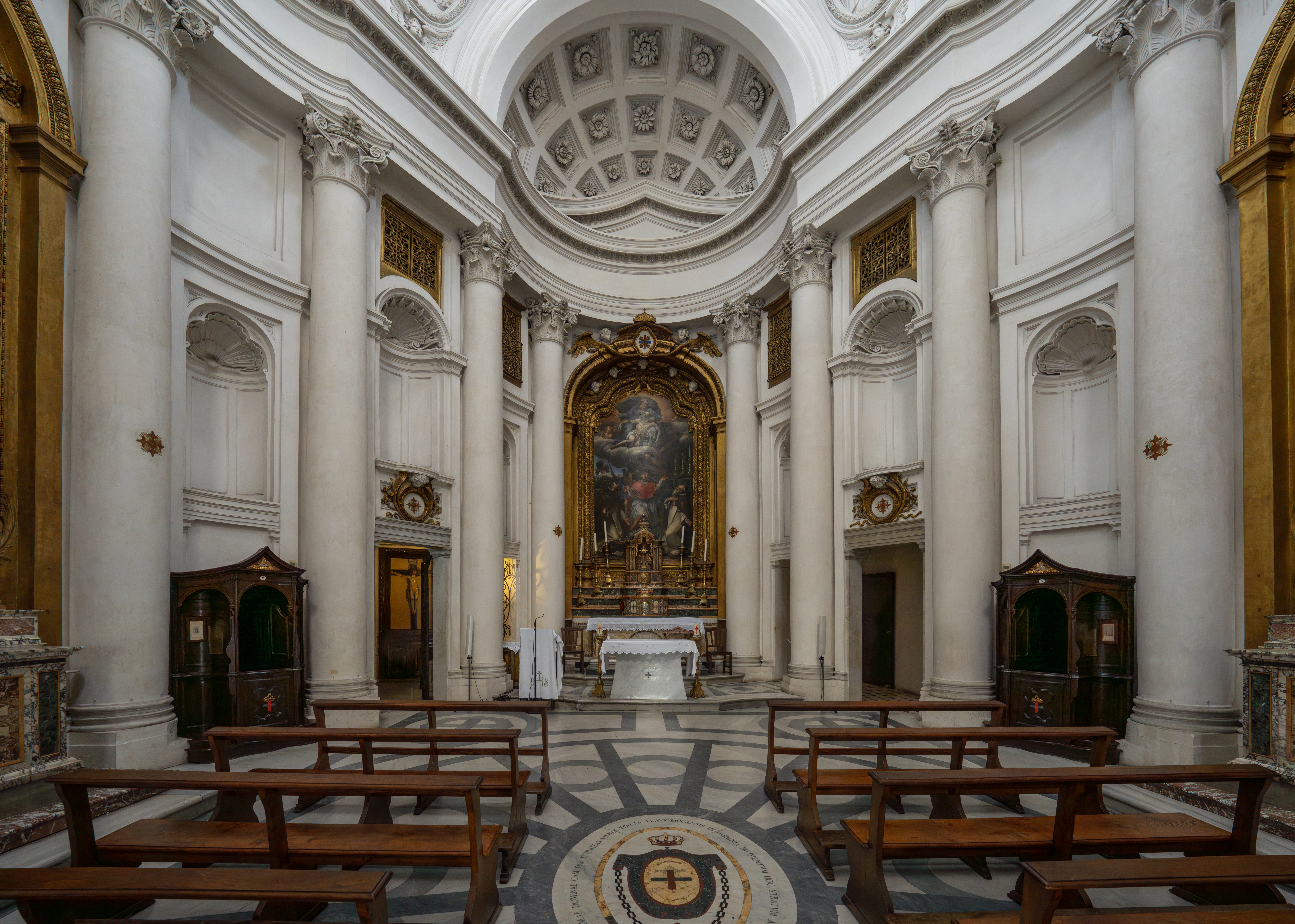
Innenraum mit Hochaltar
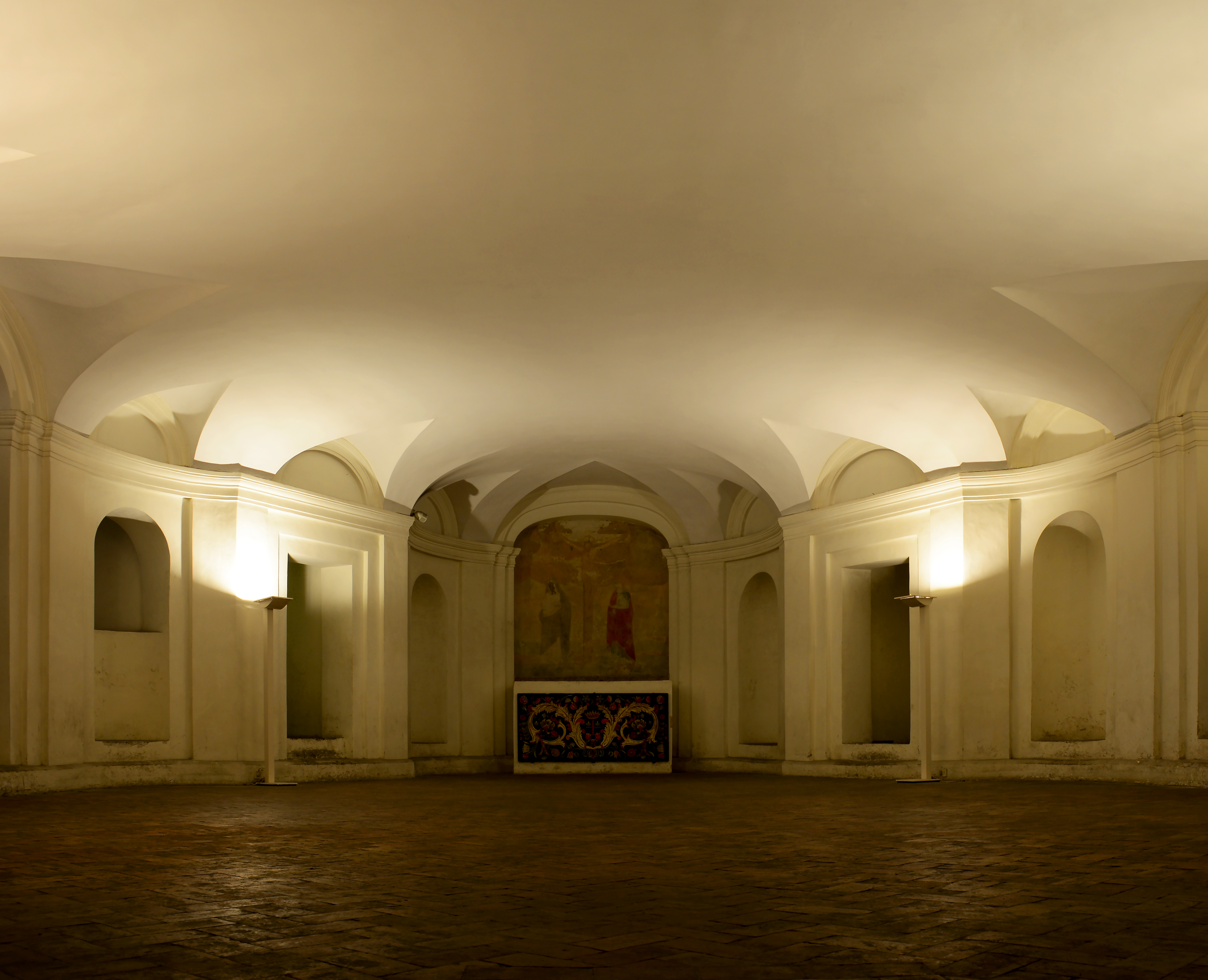
Krypta
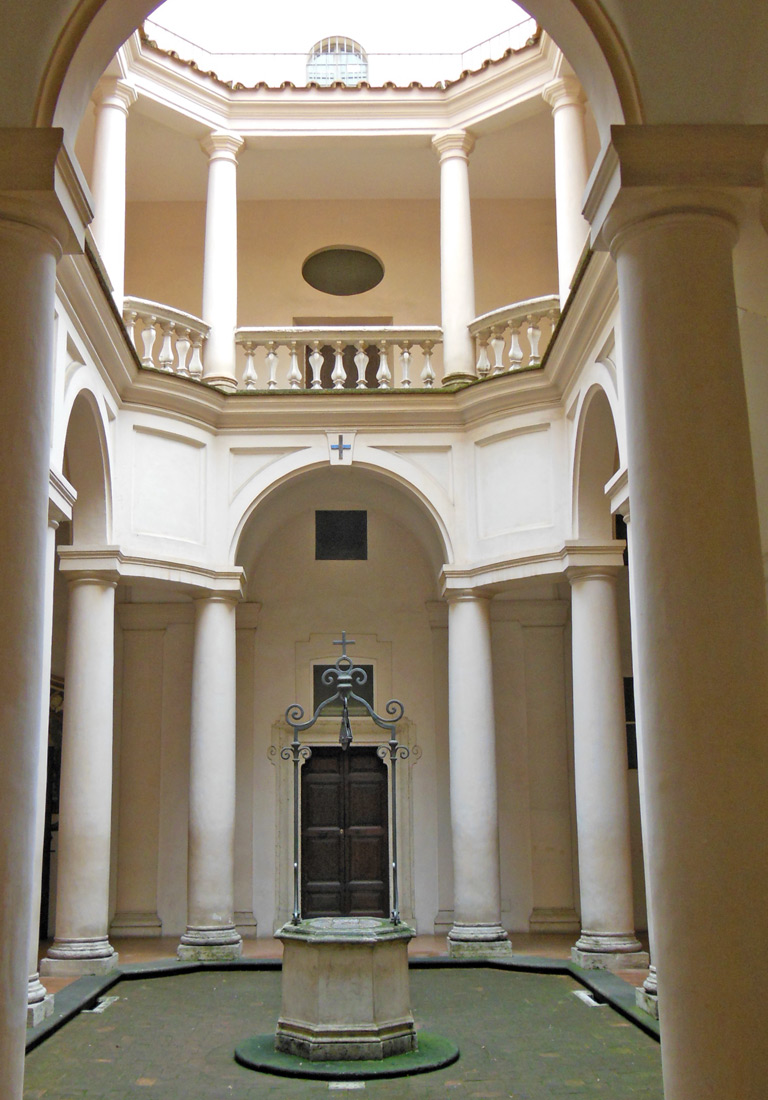
Kreuzgang
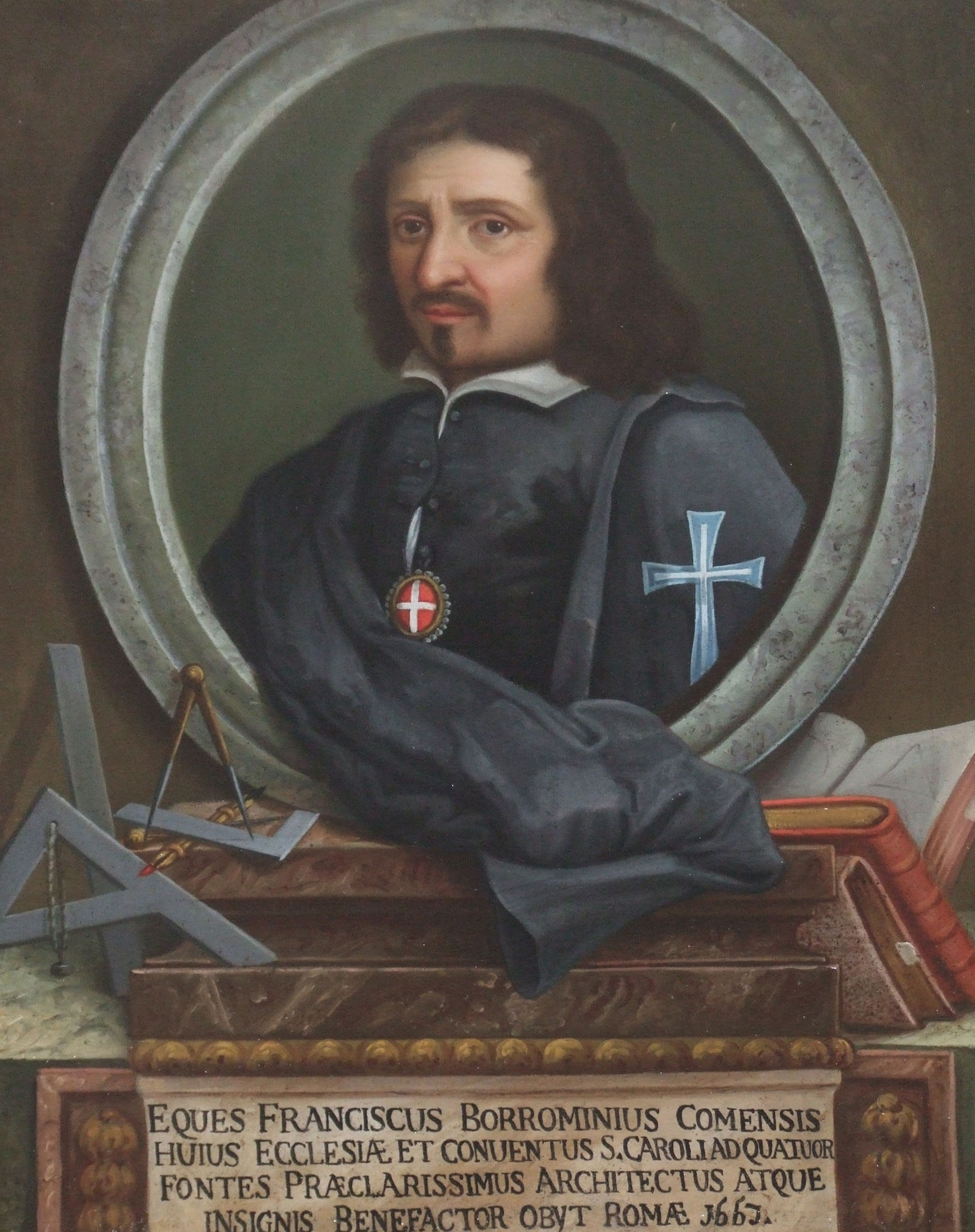
Bildnis Borrominis in der Sakristei

## Kopie

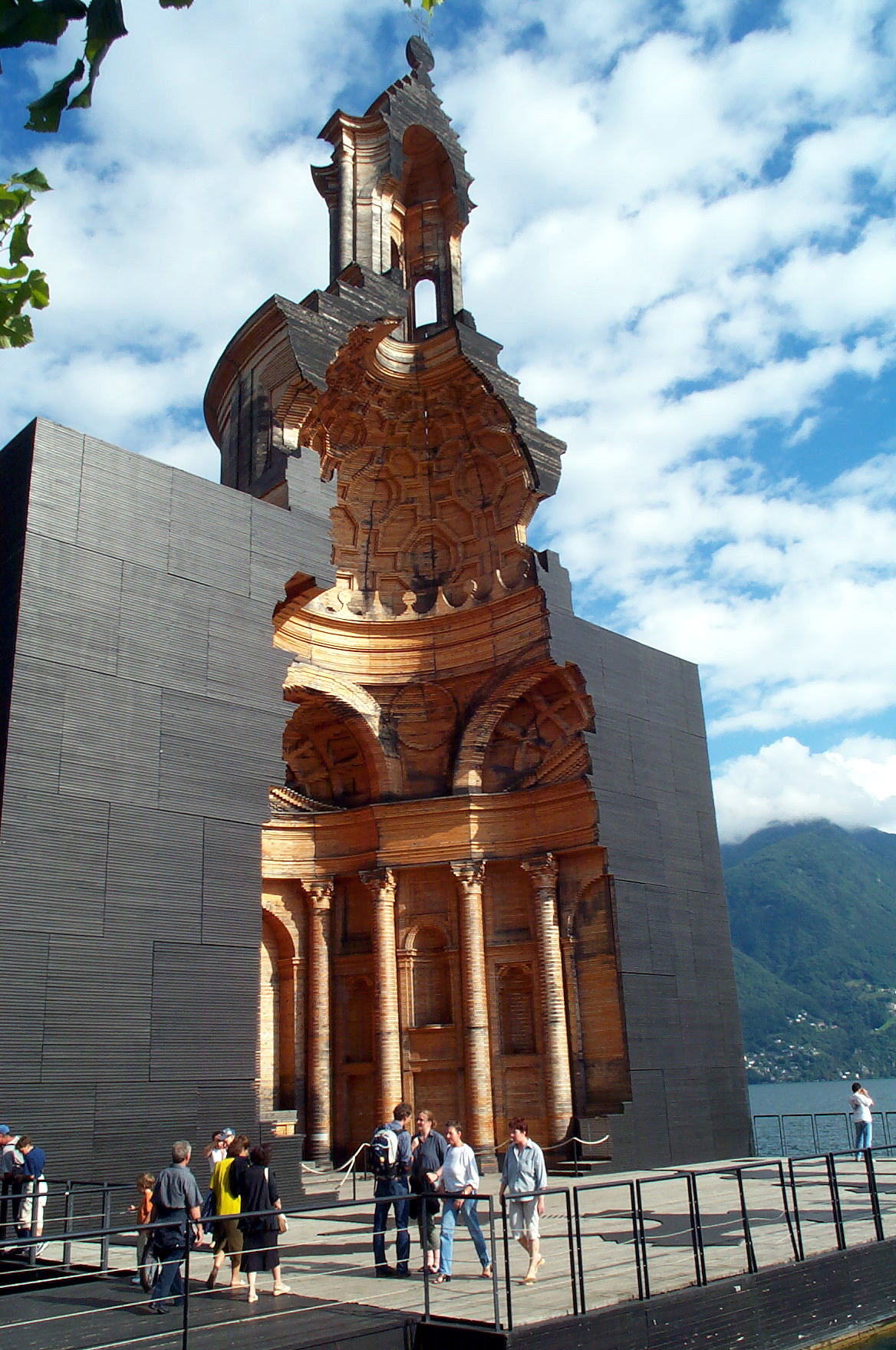
Modell der Kirche in Lugano

In der Stadt Gubbio in Umbrien wurde ab 1662 nach den Plänen für San Carlo alle Quattro Fontane die ähnliche Kirche Santa Maria del Prato errichtet. Die Fassade weicht aber – von der dreiaxialen Einteilung abgesehen – völlig von San Carlo alle Quattro Fontane ab, und auch der Innenraum weist nur in manchen Teilen eine Ähnlichkeit auf.